# Bloedbad voor de Rijksdag

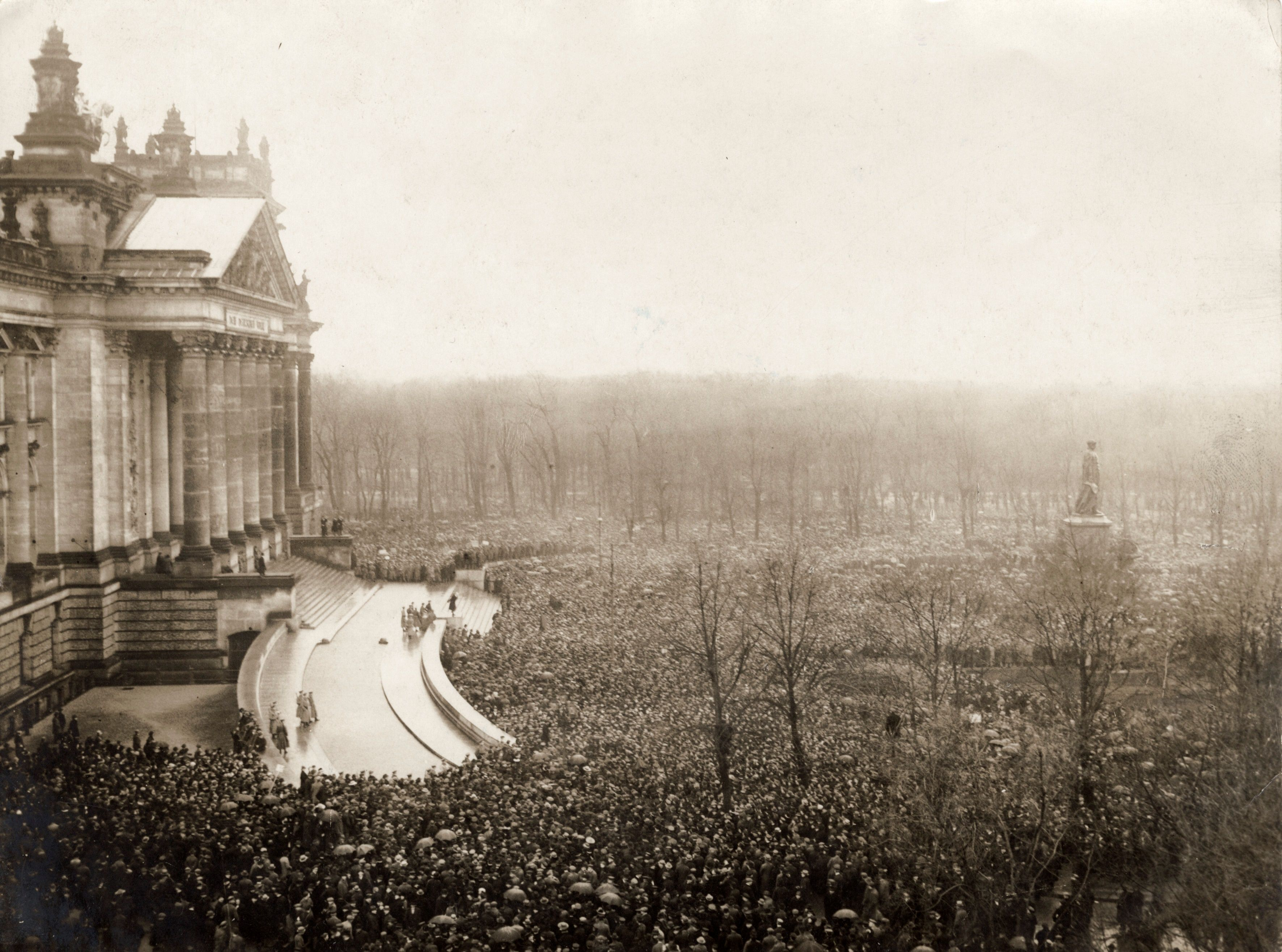
De menigte voor de Rijksdag.

Het Bloedbad voor de Rijksdag speelde zich op 13 januari 1920 af voor het Rijksdaggebouw in Berlijn tijdens een bijeenkomst van de Nationale Vergadering van Weimar over de Betriebsrätegesetz, de wet op de ondernemingsraden. Hoewel het aantal slachtoffers omstreden is, is het zeker de meest bloedige demonstratie uit de Duitse geschiedenis. Als historische gebeurtenis werd ze overschaduwd door de Kapp-putsch, die twee maanden later plaatsvond; bij de arbeidersbeweging en de Berlijnse politie is zij echter nog lang in het collectieve geheugen voort blijven leven.

## Achtergrond
Als uitvloeisel van de Novemberrevolutie, die de capitulatie van Duitsland in de Eerste Wereldoorlog inleidde, werd in december 1918 op het Reichsrätekongress (Rijksradencongres) - de eerste vergadering van de arbeiders- en soldatenraden - onder meer de kwestie aan de orde gesteld of de staatsinrichting een parlementaire of een in de vorm van arbeiders- en soldatenraden (de zogenaamde 'Räteherrschaft') zou moeten zijn. In de loop van de lente en zomer van 1919 laaide deze controverse opnieuw op naar aanleiding van de debatten in de Nationale Vergadering over de wet op de ondernemingsraden.
Artikel 165 van de grondwet van Weimar had met betrekking tot de ondernemingsraden, die als erfenis van de Novemberrevolutie waren blijven bestaan, vastgelegd dat de ondernemingsraad "gezamenlijk met de ondernemer gelijkberechtigd moet participeren in de vastlegging van de loon- en arbeidsvoorwaarden evenals over de volledige economische ontwikkeling van de productieve krachten". De wet op de ondernemingsraden had ten doel de details hiervan uit te werken, evenals de medewerking aan de uitvoering van sociale wetten in een Reichswirtschaftsrat (Rijkseconomische Raad) samen met vertegenwoordigers van de ondernemers. Het wetsontwerp werd in augustus 1919 voor de eerste keer in de Nationale Vergadering behandeld. Na enige amendementen kwam het tot een compromis, maar het conflict was daarmee niet opgelost.
Tegenstanders waren uiteraard de werkgeversorganisaties, die zich een zo ver mogelijke afbraak van de rechten van de arbeiders binnen het bedrijf ten doel stelden en dus niets zagen in de "medezeggenschap" van de ondernemingsraden met betrekking tot "welzijnsmaatregelen binnen het bedrijf en deelname aan ontslagbescherming". Maar ook de zogeheten reformisten van de Freien Gewerkschaften (socialistische vakbonden) en de SPD verzetten zich; zij zagen in de ondernemingsraden een lastige syndicalistisch-revolutionaire rivaal en zetten ze liever in als verlengstuk van de beroepsorganisaties in de bedrijven.
Aan de andere kant van het spectrum bevonden zich de groeperingen die de ondernemingsraden juist meer macht wilden geven, namelijk de linkervleugel van de USPD, in Berlijn dominant, maar in de Nationale Vergadering in totaal niet meer dan 22 van de 421 zetels innemend, en de KPD, die in het geheel niet in de volksvertegenwoordiging zat. Zij werden gesteund door de invloedrijke uiterst linkse Berliner Dachverband der Freien Gewerkschaften (Berlijnse Koepel van Vrije Vakbonden) en de Berliner Betriebsrätezentrale (de opvolger van de opgeheven Vollzugsrat des Arbeiter- und Soldatenrates Groß-Berlin). Deze eisten de "versterking van de ondernemingsraden tot zelfstandige revolutionaire organen naast de vakbonden" en wilden in plaats van alleen maar "medezeggenschap" het "volledige recht op controle over de bedrijfsvoering" door arbeiders, werknemers en ambtenaren in alle privé- en staatsbedrijven. Dit recht zou door op elk moment door hun kiezers af te zetten vertegenwoordigers uitgeoefend moeten worden bij alle besluiten inzake de stillegging, de productieomvang, de prijsvorming, de verdeling van grondstoffen en de im- en export. Het einddoel van deze voorstellen was het verdwijnen van "de ondernemers als maatschappelijke klasse".

## Voorspel
In de aanloop naar de tweede behandeling van het wetsontwerp, die op 13 januari 1920 in het Rijksdaggebouw zou plaatsvinden, wilden de USPD en KPD door het mobiliseren van ontevreden massa's de druk op het parlement opvoeren. Beide partijen riepen in hun partijorganen Freiheit (USPD) en Die Rote Fahne (KPD) gezamenlijk de Berlijnse arbeiders op het werk om 12 uur 's middags neer te leggen en aansluitend naar de demonstratie voor het parlementsgebouw te komen, onder het motto: "Heraus zum Kampf gegen das Betriebsrätegesetz, für das revolutionäre Rätesystem!" ("Ten strijde tegen de wet op de ondernemingsraden, vóór het revolutionaire radenstelsel!") De oproep benadrukte dat "de totale controle" alleen kon worden bereikt "im Kampf gegen die Staatsmacht, die die Unternehmer durch Noskegarden […] schützt," (in de strijd tegen de staatsmacht, die de ondernemers beschermt door middel van Noskegardes") en dat de "parlementaire actie van de contrarevolutie niet alleen binnen het parlement alle mogelijke verzet" hoort te ontmoeten.
Een van de verworvenheden van de Novemberrevolutie was de afschaffing van de verplichting tot het aanmelden van vergaderingen onder de vrije hemel, de vrijheid van vergadering. De demonstratie vond dan ook geheel legaal plaats. Voorafgaand aan het debat hadden de organisatoren niet overlegd met de autoriteiten.
De bescherming van het gebouw was de verantwoordelijkheid van de militair georganiseerde Sicherheitspolizei (Sipo). Deze was in september 1919 door de sociaaldemocratische rijksregering en de legerleiding ingesteld (het zgn. Ebert-Groener-pact) teneinde de bestaande orde in Berlijn te handhaven. De reden was dat de bestaande Berlijnse politie het tijdens de Novemberrevolutie en de Spartakusopstand had laten afweten. Deze Sipo bestond voornamelijk uit voormalige Freikorpsleden en stond onder bevel van legerofficieren. Veel personeel van de Sipo was rechtsradicaal georiënteerd. Noch de leiding, noch de manschappen hadden een politieopleiding gevolgd.
Het bleek al snel dat de Sicherheitspolizei hopeloos onderbezet was ten opzichte van het grote aantal demonstranten in de straten rond de Rijksdag.

## Verloop
Kleine Sipo-eenheden met machinegeweren waren in het Rijksdaggebouw geposteerd, grotere eenheden bevonden zich voor het portaal van het gebouw op het Königsplatz en langs de Simsonstraße.
Op 13 januari rond twaalf uur 's middags legde het personeel in de meeste grote bedrijven in Berlijn, waaronder AEG, Siemens, Daimler en Knorr-Bremse, het werk neer. De arbeiders trokken door de binnenstad naar de Königsplatz, het plein voor de Rijksdag, al kwamen velen door de drukte niet verder dan de zijstraten eromheen. De opgegeven aantallen variëren sterk. Volgens Weipert ging het om "minstens 100.000 mensen, waarschijnlijk aanzienlijk meer". Sprekers van de USPD, de KPD en de Betriebsrätezentrale hielden toespraken.
Verscheidene volksvertegenwoordigers die onderweg naar de zitting waren, werden aangevallen. Met name de SPD-leden Hugo Heimann en Hugo Sinzheimer hadden het zwaar te verduren. Na de toespraken bleven de demonstranten op het plein staan. Nog voordat rond kwart over drie Rijksdagpresident Constantin Fehrenbach het debat had geopend, waren demonstranten op een aantal plaatsen ertoe overgegaan Sipomannen te bespotten, en sommigen hunner te isoleren en vervolgens te ontwapenen en te mishandelen. Anderzijds gebruikten politiemannen hun karabijnkolven en sommigen werden door hun meerderen terechtgewezen vanwege hun agressief gedrag. 
Intussen eisten in de plenaire vergadering de afgevaardigden van de USPD de terugtrekking van de Sipo, anders zou het debat stilgelegd moeten worden. Als gevolg van de massale verstoring van het debat door de USPD-fractie moest Fehrenbach de zitting om 15:48 onderbreken. Afgevaardigden, die nu het tumult op de Königsplatz vanuit de ramen van de Rijksdag gadesloegen, werden door sommige opgewonden demonstranten met revolvers bedreigd. Iemand uit de menigte vuurde schoten af op een van de ingangen van het Rijksdaggebouw. Minstens één politieagent werd getroffen. Leden van de Metallarbeitergewerkschaft pakten direct het wapen - kennelijk buitgemaakt op de Sipo - van de schutter af en sloegen deze in elkaar. De meerderheid van de demonstranten gedroeg zich rustig of trachtte zelfs de agressie tegen de politie te verhinderen.
De gebeurtenissen die toen volgden zijn zowel onder tijdgenoten als in de geschiedschrijving hoogst omstreden gebleven. De ene versie, onder andere door de toenmalige rijkskanselier Gustav Bauer verkondigd, legde de schuld van de escalatie bij de demonstranten en in het bijzonder bij de organisatoren. Volgens deze lezing zou rond 16:00 door de betogers zijn gepoogd het gebouw binnen te dringen, waarna de Sipo op de Königsplatz van zeer korte afstand het vuur geopend en handgranaten gegooid zou hebben in de demonstrerende massa. 
USPD'ers en communisten beklemtoonden daarentegen dat er zonder aanleiding en zonder enige waarschuwing zou zijn geschoten. Of er waarschuwingen zijn gegeven is niet duidelijk. Opvallend is echter dat in alle lezingen bijna alle doden en gewonden aan de zuidkant van de Rijksdag vielen, op de tegenoverliggende stoep en in de aangrenzende dierentuin. Daar, in de Simsonstraße, was de mensenmassa echter minstens vier meter van de politiemensen verwijderd. Hier had het dus noch tot een handgemeen, noch tot een bestorming van het gebouw hoeven komen.
Daar en op dat moment vielen de meeste slachtoffers. Daarna vluchtten de mensen in paniek weg, terwijl de Sipo nog een aantal minuten bleef vuren met geweren en machinegeweren. Dat er door demonstranten teruggeschoten zou zijn is in de bronnen niet terug te vinden. De opgave van het aantal slachtoffers varieert van 42 doden en 105 gewonden aan de kant van de demonstranten tot ongeveer 20 doden (onder wie een politiebeambte) en circa 100 gewonden (onder wie 15 politiebeambten). Ondanks de sterk uiteenlopende schattingen blijft dit hiermee de meest bloedige demonstratie in de Duitse geschiedenis.
Toen Fehrenbach om 16:13u de zitting hervatte, vroeg de USPD een onmiddellijke verdaging aan, met de woorden "Er liggen beneden in het gebouw doden en zwaargewonden". De voorzitter was van deze bewering niet overtuigd en vroeg of er meer afgevaardigden de motie steunden. Deze kreeg slechts weinig bijval, maar de luide protesten van de USPD leidden ertoe dat er om 16:37u opnieuw een onderbreking was. Nadat de zitting om 17:09u weer hervat was, sloot Fehrenbach, die intussen van de dodelijke slachtoffers had vernomen, om 17:11u de verhandeling.

## Nasleep
Op 15 januari werd in Neukölln een herdenkingsvuur voor de omgekomen demonstranten gehouden; ondanks een verbod waren er ongeveer 10.000 mensen aanwezig. Ook werd in enige Berlijnse bedrijven een korte proteststaking gehouden.
De Nationale Vergadering keurde de Wet op de Ondernemingsraden op 18 januari goed, waarna deze op 4 februari 1920 in werking trad.
De verantwoordelijke minister, Wolfgang Heine, de Pruisische minister van binnenlandse zaken, werd geconfronteerd met heftige verwijten van zijn partijvriend Noske en andere leden van de rijksregering: hij zou de situatie vooraf verkeerd hebben ingeschat en volledig zijn overrompeld door de gebeurtenissen. Anderzijds was de demonstratie ook slecht georganiseerd: er waren te weinig ordehandhavers van de organisatie zelf en aan een zinvol einde van de betoging was duidelijk niet gedacht, iets wat ook in linkse kringen zelf kritiek ondervond.
Minister van Defensie Noske nam de uitvoerende macht in Berlijn en de provincie Brandenburg over. Een dag later werd in Pruisen en de Noord-Duitse staten de noodtoestand afgekondigd en werden openbare bijeenkomsten verboden: 
"Op grond van de beschikking van de rijkspresident van 13 januari 1920 verbied ik voor politiedistrict Berlijn, voor het stadsdistrict Spandau en de landstreken Niederbarnim en Teltow alle in niet afgesloten ruimten gehouden bijeenkomsten, en verder optochten en samenscholingen. Een nieuwe poging om het wetgevend orgaan van het rijk in zijn werkzaamheden te storen door middel van samenscholingen en oproepen voor of in de omgeving van het Rijksdaggebouw, zal reeds van aanvang af onverbiddelijk met wapengeweld worden verhinderd."

In totaal werden er 46 kranten van de oppositie verboden, waaronder de Rote Fahne en de Freiheit. Daarmee was het de linkse partijen in de praktijk bijna onmogelijk gemaakt de scherpe verwijten van de regering en de regeringsgezinde pers tegen te spreken. Juridisch problematisch was daarnaast het feit dat het hier niet toegestane preventieve verboden betrof, aangezien de bladen in kwestie onmiddellijk na het in werking treden van de uitzonderingstoestand niet meer mochten verschijnen. In de dagen daarna arresteerden de veiligheidsdiensten vele leden van de USPD en KPD, onder wie de beide partijvoorzitters Ernst Däumig en Paul Levi. Ook de anarchisten Fritz Kater en Rudolf Rocker - die hier eigenlijk niets mee van doen hadden - werden hierdoor getroffen. Het totaal aantal arrestanten is omstreden: het ministerie van oorlog registreerde er 68, terwijl het volgens de USPD-parlementariër Wilhelm Dittmann om enige honderden ging. 
Onder de overwegend linksgezinde arbeiders in Berlijn, in het bijzonder onder de aanhangers van de USPD en KPD, leidde deze uitkomst tot grote verbittering. De roep om aftreden van de drie meest verantwoordelijk geachte SPD-politici, rijkskanselier Gustav Bauer, minister van binnenlandse zaken van Pruisen Wolfgang Heine en de Berlijnse hoofdcommissaris van politie Eugen Ernst klonk steeds luider. 
Binnen de USPD werd de kloof tussen de partijvleugels nog groter, toen op 28 januari Arthur Crispien op een 'rijksconferentie' de Komintern-aanhangers verweet een confrontatie van revolutionaire arbeiders met het staatsgeweld gezocht te hebben, waarvan de uitslag van tevoren vast had gestaan, terwijl zij zich eerder in hun revolutionaire illusie gesterkt voelden. In de officiële marxistisch-leninistische geschiedschrijving van de DDR werden de sociaaldemocraten Noske en Heine "verantwoordelijk" gesteld voor "het bloedbad, dat de weg voor het aannemen van de wet op de ondernemingsraden vrijmaakte."
Bij de Berlijnse burgerlijke en sociaaldemocratische publieke opinie deden de gebeurtenissen denken aan de gevreesde Spartakusopstand, waardoor de inzet van machinegeweren en handgranaten tegen een ongeleide mensenmassa nauwelijks op protest stuitte. Integendeel, vele Berlijners steunden de Sipo, zoals bleek uit de succesvolle collecte voor de nabestaanden van een omgekomen politieman.
Het personeel van de Sipo zag het moeten toezien van de vernedering van een aantal kameraden als een nederlaag. Dit leidde tot een "grenzeloze verbittering ten aanzien van radicaal links" en een gevoel van reputatieschade voor haar officieren. Na de opheffing van de Sipo in oktober 1920 ging het personeel de basis van de Berlijnse Schutzpolizei vormen en nam deze ervaring mee. Dit sentiment binnen de Berlijnse ordehandhavers zou - gecombineerd met de 'klassenhaat' van de Berlijnse communisten, die in de politie een "vrijwillige soldatentroep van het kapitaal" zag - noodlottig blijken voor de veiligheidssituatie in de hoofdstad in de laatste fase van de Weimar-republiek.
Het bloedige incident had de politieke tegenstellingen tussen de van elkaar vervreemde arbeiderspartijen verscherpt, zonder dat een van hen ervan kon profiteren. In 1936 bestempelde vanuit zijn Praagse ballingschap Friedrich Stampfer, een voormalig SPD-rijksdaglid, het gedrag van de sociaaldemocratische verantwoordelijken voor de veiligheid, die de demonstranten niet hadden verhinderd het Rijksdaggebouw te bestormen, en dat van de communistische organisatoren, die doelbewust het protest volkomen uit de hand hadden laten lopen, als "waanzin".

## Veiligheidszone
Op 8 mei 1920 stelde de Nationale Vergadering, om herhaling te voorkomen, een verbodszone ('Bannmeile') rond de regeringswijk in door de wet op de pacificatie van de gebouwen van de Rijksdag en Landsdagen (Gesetz über die Befriedung der Gebäude des Reichstags und der Landtage). Schendingen van de verbodszone door aanhangers van de NSDAP en de KPD leidden in de jaren daarop tot veelvuldige politieoptredens in de regeringswijk. Op de dag van zijn benoeming tot rijkskanselier op 30 januari 1933 stelde Hitler de wet direct buiten werking. In de Bondsrepubliek doken vergelijkbare regelingen weer op; sinds 2008 zijn ze geïncorporeerd in de wet op de gepacificeerde districten voor grondwettelijke bondsorganen (Gesetz über befriedete Bezirke für Verfassungsorgane des Bundes).